# پیتر گونبی
پیتر گونبی (انگلیسی: Peter Gunby؛ زادهٔ ۲۰ نوامبر ۱۹۳۴) بازیکن فوتبال اهل بریتانیا است.
از باشگاه‌هایی که در آن بازی کرده‌است می‌توان به باشگاه فوتبال لیدز یونایتد، باشگاه فوتبال هروگیت تاون، و باشگاه فوتبال برادفورد سیتی اشاره کرد.